# Gollania elbertii
Gollania elbertii är en bladmossart som beskrevs av Brotherus in H. Hallier 1912. Gollania elbertii ingår i släktet Gollania och familjen Hypnaceae. Inga underarter finns listade i Catalogue of Life.